# Romok között
A Romok között,  vagy A romok között 1921-ben bemutatott magyar némafilm, rendezte Paul Garbagni. 
Paul Garbagni francia filmrendező az 1910-es években hazájában számos rövid filmszkeccset készített egy elképzelt híres detektív, Nick Winter történeteiről, Georges Vinter főszereplésével. 1920-ban Budapesten forgatta a Nick Winter négy új kalandja című filmsorozatot, melynek negyedik részét Romok között címmel 1921. január 24-én mutatták be. A sorozat részei:
1. Csavarszorítóban
2. Éjjeli madarak
3. Dráma az Alhambrában
4. Romok között

## Cselekménye
Styl William és felesége kalandjaik után vidéken telepedtek meg. Crowley bandája mindent elkövet, hogy az énekesnőt és környezetét eltegye láb alól. Nick Winter detektív és Older, akik látogatóba érkeztek barátaikhoz, megtalálja és kiszabadítja Styléket. Ezután a bűnözők hamis távirattal elcsalják Nicket a villából, de ő visszaszáguld. Épp jókor érkezik, hogy barátait egy egzotikus parfümszerű méreg hatásától megmentse. 
Gasparelli a mérgezéstől még betegen fekszik a villában. Megérkezik nagynénje, Heloise és elmeséli, hogyan került össze jegyesével, Crowley-val. Nick kérésére Heloise elvezeti őt a banditához, és ott titokban kihallgatják, amint Crowley elmondja élettörténetét cimboráinak. Elhunyt barátja, Arthur Evans aranybánya-tulajdonos óriási vagyonát nővérére, vagy ha ő nem volna feltalálható, nagynénjére, Heloise Evansre hagyta és őt, Crowley-t bízta meg a testamentum végrehajtásával. Crowley visszajött Európába, felfedezte, hogy barátjának nővére és örököse Gasparelli, ezért elraboltatta, hogy kicsikarja tőle lemondását az örökségről. Kiderült azonban, hogy Gasparelli férjes asszony, és a végrendelet rá vonatkozó része hatályát vesztette, ezért készül most Crowley feleségül venni Heloise-t. Így tudja meg a lány, hogy egy gazember vetette ki rá hálóját. A hallgatózó Nicket és Heloise-t észreveszik a banditák, és újabb hajsza kezdődik. Nick Winter egy favágó házikójába szorul, de egy ott lévő puskaporos hordó felrobbantásával fenyegetőzik, ami blöffnek bizonyul. Miután megbilincselte őket, a hordó csapjából bort tölt magának és felköszönti a rászedett banditákat. 

## Szereplők
- Georges Vinter – Nick Winter detektív
- Mattyasovszky Ilona
- Bérczy Ernő
- Boyda Juci – Nick Winter titkárnője
- Gaál Annie
- K. Takács Ily
- Constanze Linden
- Margittay Gyula
- Torday Ottó
- Újváry Károly
- Fenyő Emil
- Igalits Sandy
- Abonyi Tivadar
- Pálffy György
- Bársony Lilla